# Ancretteville-sur-Mer
Ancretteville-sur-Mer ist eine französische Gemeinde mit 149 Einwohnern (Stand: 1. Januar 2022) im Département Seine-Maritime in der Region Normandie (vor 2016 Haute-Normandie). Sie gehört zum Arrondissement Le Havre und zum Kanton Fécamp (bis 2015 Valmont).
Die Einwohner werden Ancrettevillois genannt.

## Geographie
Ancretteville-sur-Mer liegt etwa 43 Kilometer nordöstlich von Le Havre nahe der Atlantikküste (Ärmelkanal).

### Nachbargemeinden
Umgeben ist Ancretteville-sur-Mer von den Gemeinden Saint-Pierre-en-Port im Norden, Sassetot-le-Mauconduit im Osten, Angerville-la-Martel im Süden sowie Écretteville-sur-Mer im Westen.

## Bevölkerungsentwicklung
| Jahr      | 1962 | 1968 | 1975 | 1982 | 1990 | 1999 | 2006 | 2013 |
| Einwohner | 188  | 209  | 162  | 178  | 183  | 178  | 171  | 188  |

## Sehenswürdigkeiten

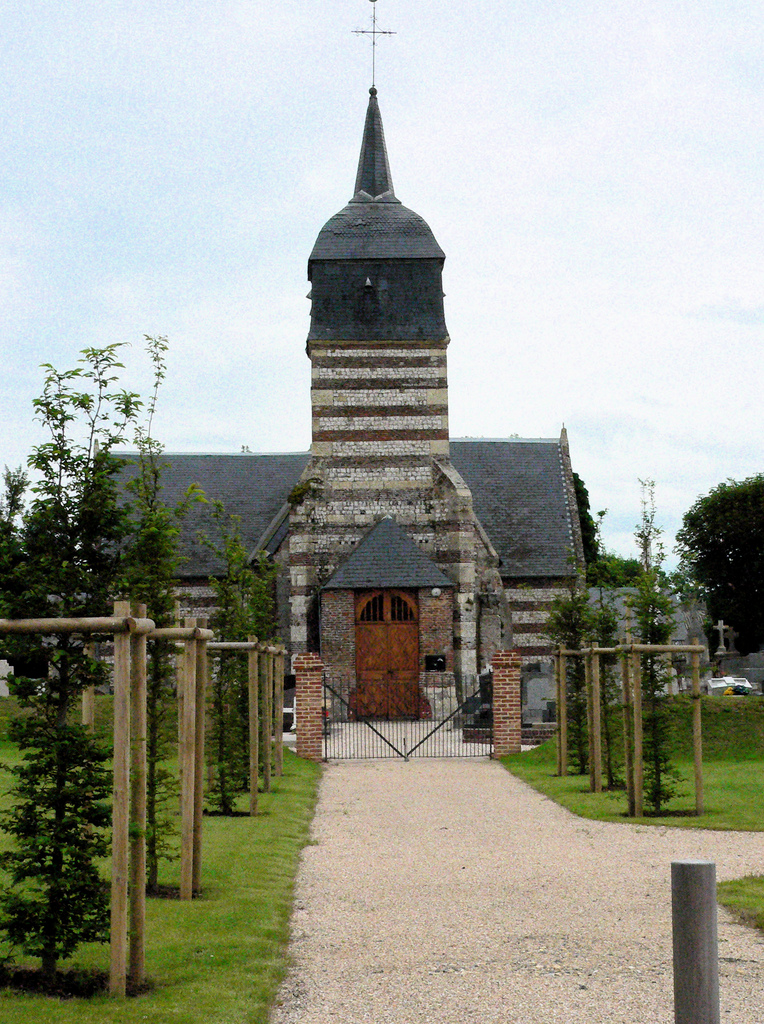
Kirche Saint-Amand

- Kirche Saint-Amand aus dem 18. Jahrhundert
- Schloss Angerval aus dem 18. Jahrhundert